# Køge Rådhus
Køge Rådhus er et rådhus, der ligger på torvet i Køge på Sjælland. Bygningen stammer fra 1500-tallet og er renoveret i nyklassicistisk stil i 1903.

## Historie
Rådhuset blev opført omkring 1552 på Køge Torv, da borgerne i Køge fik tilladelse fra Christian 3. til at bruge byggematerialer fra det forladt gråbrødrekloster i Vestergade til at bygge et rådhus, på den betingelse at det indeholdt et kornmagasin og toldkontor. Det blev opført i renæssancestil og havde en frise med relieffer fra Statius von Dürens værksted Lübeck under vinduet på første sal.
Rådhuset blev udvidet mod nord i 170. Det blev fuldstændigt ombygget i 1903 i nyklassicistisk stil. I 1918 blev det fredet.
Køge Kommune blev markant større ved kommunalreformen i 1970 og en arkitektkonkurrence blev udskrevet til en tilbygning på Rådhuset. Den blev vundet af Arkitektgruppen Aarhus (nu Arkitema) og var deres første store projekt.

## Beskrivelse
Den gamle nyklassicistiske rådhusbygning har en simpel gul facade med trekantede frontoner. To af Statius von Dürens terrakottarelieffer fra renæssancebygningen er opsat på hver side af indgangen. Bygningen indeholder en hall og borgmesterens kontor.
Den moderne tilbygning består af to lange, glasklædte længer. Nordvingen ligger ud til Køge Museum mod nord.